# Alcamenes granulatus
Alcamenes granulatus är en insektsart som först beskrevs av Carl Stål 1875.  Alcamenes granulatus ingår i släktet Alcamenes och familjen Romaleidae. Inga underarter finns listade i Catalogue of Life.